# Galvacher
Les galvachers étaient des voituriers ou charretiers paysans, principalement originaires du Morvan ou encore parfois de régions forestières françaises d'élevage bovin. Ces bouviers partaient pendant la bonne saison, de mai à septembre, « se louer » avec plusieurs paires de bœufs afin de réaliser des travaux de transports lourds, mais aussi du halage ou du labourage, toutes activités de service requérant une forte puissance de traction. Il s'agissait essentiellement de spécialistes de charrois ou voiturage, ainsi que des opérations de bardage sur les ports et de débardage dans les forêts. Ils ont d'abord exercé ces activités si possible chez eux, puis sont allés proposer leurs services dans les pays prospères au nord et à l'ouest. Ce métier qui laissait à d'autres membres de la famille la fonction agricole a pris une forte expansion au XIXe siècle pour s'éteindre après la Seconde Guerre mondiale.

## Histoire

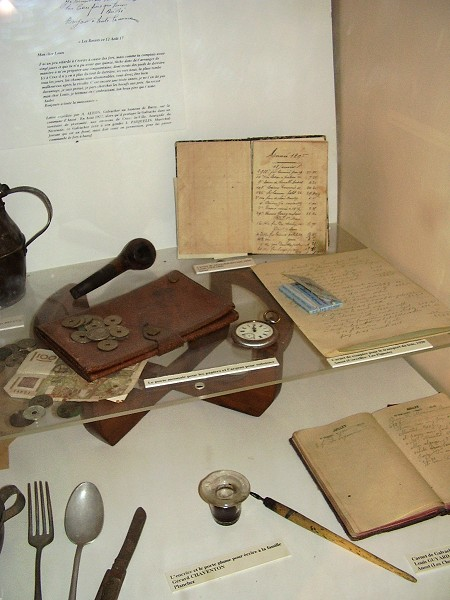
Accessoires de galvacher.

Traditionnellement les galvachers quittaient leurs villages après avoir planté les pommes de terre (au printemps) et revenaient à la Saint Martin (en automne). Ils restaient donc absents durant à peu près six mois.
L'aire géographique de l'action des galvachers morvandiaux était grande, outre le nord de la Bourgogne : Nivernais, Puisaye, Berry, Bourbonnais, Île-de-France, Champagne et même Picardie. La commune d'Anost comptait 1700 habitants en 1857, et aurait eu plus de 700 charrettes de galvache. Le hameau de Busy était en particulier peuplé de nombreuses familles de galvachers, qui possédaient chacun parfois jusqu'à six paires de bœufs.
L'élevage et le travail du bœuf de trait sont au cœur du métier de galvacher à tel point que l'on peut parler d'une « civilisation du bœuf ». À l'origine ils utilisaient la race « barrée », maintenant éteinte, une espèce petite, rousse, avec une barre blanche sur le poitrail, puis la salers, enfin la charolaise. De l'achat de la bête lors des grandes foires comme la Saint Ladre à Autun jusqu'à son utilisation dans les forêts, c'était toute une éducation complexe qu'il fallait mettre en œuvre afin de faire obéir et travailler un animal qui pouvait peser jusqu'à une tonne.
Les techniques employées étaient variées et ont évolué avec le temps. Elles permettaient de charger sur les charrettes des grumes d'une dimension parfois extraordinaire et pesant plusieurs tonnes. Le spectacle de la lente traction des grumes au rythme chaloupé des bœufs encouragé par les galvachers au son d'un chant très particulier appelé « tiaulage » était fort impressionnant.
Par delà l'intérêt financier indéniable de cet « exil » de plusieurs mois, la galvache a permis à une part de la population morvandelle, au même titre que l'industrie des nourrices, d'entrer en contact avec d'autres territoires et d'autres mœurs.

## Expressions populaires
- Aller à la galvache : Partir se louer dans les régions lointaines avec son attelage pendant la bonne saison. L'embauche des travailleurs galvachers se faisait traditionnellement le 1er mai. Par extension, partir travailler ailleurs avec son entreprise et son matériel.
- Revenir de la galvache : revenir d'un boulot ou d'une tâche lointaine.

## Origine du terme (hypothèse via l'ancien français)
L'ancien français avait galt ou gal, pour désigner la forêt. Ce mot a la même origine que l'allemand Wald : « forêt gérée, délimitée, aménagée ». Les peuples germaniques ont développé très tôt une grande maîtrise des tâches d'exploitation et de transformation du bois.
La partie principale du mot ne pourrait provenir que de verbes gallo-romains dont les formes latines classiques sont mieux connues. Il reste à choisir entre :
- le verbe intransitif văcare (văco, avi, ātum, are) signifie d'abord « être vide, vacant, donc libre, inoccupé, oisif » ensuite « être sans emploi ». Le mot latin vaccuum, désignant d'abord le temps libre ou vide, ensuite le vide d'occupation ou d'emploi est proche du français vacance, mais aussi à l'origine des vacances. L'adjectif latin vaccuus a le sens de « vacant, libre, inoccupé, oisif ». Le débardeur qui part à la galvache a terminé son travail dans la forêt, il part alors se louer. Le vide d'emplois ou les places de labeur libres dans les forêts peut s'expliquer par le départ des paysans locaux vers leurs champs, entraînant la mise en louage des derniers travaux différés de débardage et de voiturage, ceci du point des commanditaires d'ouvrages, propriétaires ou seigneurs.
- le verbe vǎcŭāre (văcŭo, ăvi, ātum, āre) signifie « rendre vide, vider, procéder à la vidange des choses de valeur ». Il se peut que l'opération de vidange ou d'évacuation des bois ou des marchandises soit aussi associée au mot galvache. Ce mot originel correspondrait alors à l'évacuation des bois de valeur coupés en hiver dans la forêt.
- le verbe vāgor (vagatus sum, āvi) a deux principales significations : i) errer, aller çà et là ii) se répandre, circuler sans contrainte. L'adjectif vǎgus, au sens de « vagabond et errant », et le mot vaguum, au sens d'« errance ou occupation au loin », racine qui s'apparente au verbe français vacquer ou vaquer. La vacherie était autrefois un lieu de parcours ou de divagation des troupeaux en pâture, avant de devenir de façon restrictive une étable à vaches. Les terres vagues étaient des espaces pauvres de pâturages lointains. Ce point de vue serait celui de la famille restée au pays.

Pour opérer un choix définitif, il faudrait connaître les multiples formes anciennes et dialectales du terme, notamment leurs prononciations, et trancher par critère phonétique.